# Ravno do Kosova
Ravno do Kosova är Marta Savićs tionde studioalbum, och gavs ut på Grand Production år 2003.

## Låtlista
1. Ravno do Kosova (Raka vägen till Kosovo)
2. Svetica (Helgon)
3. Bolja sam od nje (Jag är bättre än henne)
4. Pusto ostrvo (Öknens ö)
5. Pesmo moja (Min sång)
6. Slaba na tebe (Svag för dig)
7. Boli ljubav (Kärleken skadar)
8. Živim da preživim (Jag lever för att överleva)
9. Ostavi me samu (Lämna mig i fred!)
10. Zakletva (Ed)